# Arisaema lackneri
Arisaema lackneri là một loài thực vật có hoa trong họ Ráy (Araceae). Loài này được Engl. mô tả khoa học lần đầu tiên vào năm 1898.